# Has Beyen
Karel Herman (Has) Beyen ('s-Gravenhage, 2 maart 1923 - Wassenaar, 2 januari 2002) was een Nederlands ambtenaar, diplomaat, bestuurder, fiscaal jurist, bankier en VVD-politicus.

## Personalia
Karel Herman Beyen behoorde tot de Nieuwkapelse familie Beijen. Hoewel hij officieel Beijen heette, gaf hij de voorkeur aan de schrijfwijze Beyen. Zijn vader Johan Willem Beyen (1897-1976) was bankier en van 1952 tot 1956 minister van Buitenlandse Zaken. Zijn moeder was Petronella J.G. (Nelly) Hijmans van Anrooij. Beyen trouwde in 1954 met de Amerikaanse Sally Brunet, die geboren was in New York in 1927. Zij woonden onder andere in Brussel en Laren. Sally Brunet overleed daar in 1976. In 1979 hertrouwde Beyen met Wilhelmina M.A. (Willemijn) Brom, die geboren was in 1944. Beyen had één zoon uit zijn eerste huwelijk: Karel Willem (Wim) Beyen (1955-1998). Has Beyen overleed in 2002.

## Functies bij de overheid en in het bedrijfsleven
Na zijn rechtenstudie werkte Has Beyen bij een Amerikaans advocatenkantoor en vervolgens bij de Nederlandse ambassade te Washington D.C.. Hij was daar gedetacheerd als medewerker van de Generaal Thesaurie van het Ministerie van Financiën. Naar zijn eigen zeggen was het geheel toevallig dat zijn grootvader en zijn vader ook bij de Thesaurie met hun loopbaan waren begonnen. Van 1953 tot 1957 werkte hij bij het internationaal secretariaat van de NAVO in Parijs. Daarna had hij verschillende functies in de bankwereld, zowel in Nederland als daarbuiten. Van 1970 tot 1978 was hij lid van de raad van bestuur van de AMRO Bank en hoofd van het buitenlands bedrijf van die bank. Hij bekleedde zowel voor als na zijn tijd als staatssecretaris een groot aantal commissariaten en andere nevenfuncties.

## Staatssecretaris
Van 1978 tot 1981 was Has Beyen namens de VVD staatssecretaris van Economische Zaken in het eerste kabinet-Van Agt. Als staatssecretaris van buitenlandse handel en exportbevordering bleef hij, behalve tijdens handelsmissies, erg op de achtergrond. Hij overvleugelde wel zijn collega-staatssecretaris Van der Mei van Europese Zaken bij besprekingen over de herstructurering van de Europese staal- en textielindustrie. Hij was een liberaal die in tegenstelling tot zijn vader wel lid van een politieke partij was, maar geen politieke loopbaan ambieerde.
- Biografisch Portaal: 93665882
- Parlement.com: vg09llgbv5zu